# ピニンファリーナ ミトス
ピニンファリーナ・ミトス（フェラーリ・ミトスとも、Pininfarina Mythos ）は、フェラーリとピニンファリーナが協力して手掛けたコンセプトカーである。

## 概要
1989年の東京モーターショーで発表された。ミトスはフェラーリのテスサロッサをベースとし、イタリアのデザインハウス、ピニンファリーナがデザインした。当時は蜜月関係にあったフェラーリとピニンファリーナは、量産車だけでなく多くのショーカーやコンセプトカーを世に送り出していた。1984年に発表されたフェラーリ・ピニン以来、5年ぶりにピニンファリーナの名を冠したフェラーリだった。
ミトスとはギリシャ語で神話や伝説などの意味がある。
1980年代末、日本はバブル景気に突入しスーパーカー第二黄金期が到来した。その時代スポーツカーとレーシングカーが近く、レーシング･フェラーリの多くが、ピニンファリーナの手になるバルケッタ･ボディだったことへの回帰を表現したという。ミトスの美しいデザインは、日本をはじめ世界中のデザイナーに衝撃を与えた。デザインがメインな為、パワーユニットはベースとなったテスタロッサからパワーアップされることはなかった。4942ccの排気量、390ps／50.0kgmというパワースペック、ミッションや駆動方式に変わりはなかった。しかし、デザインでは2100mmまで拡張されたリアセクション。リアは70mmほど広くなり1728mmになった。